# Staatlicher Dienst für Notfallsituationen

DSNS-Logo

Der Staatliche Dienst der Ukraine für Notfallsituationen (ukrainisch Державна служба України з надзвичайних ситуацій, DSNS/ДСНС) ist eine ukrainische Behörde. Der DSNS ist beim Innenministerium der Ukraine angesiedelt. Er umfasst den Katastrophenschutz und die Feuerwehr.
Mit 40.000 Einsatzkräften ist der zentral organisierte Dienst für den Schutz und die Versorgung der 42 Millionen Einwohner der Ukraine verantwortlich. Seit Ende 2021 wird der DSNS von Serhij Kruk (* 1977) geleitet.

## Ausstattung

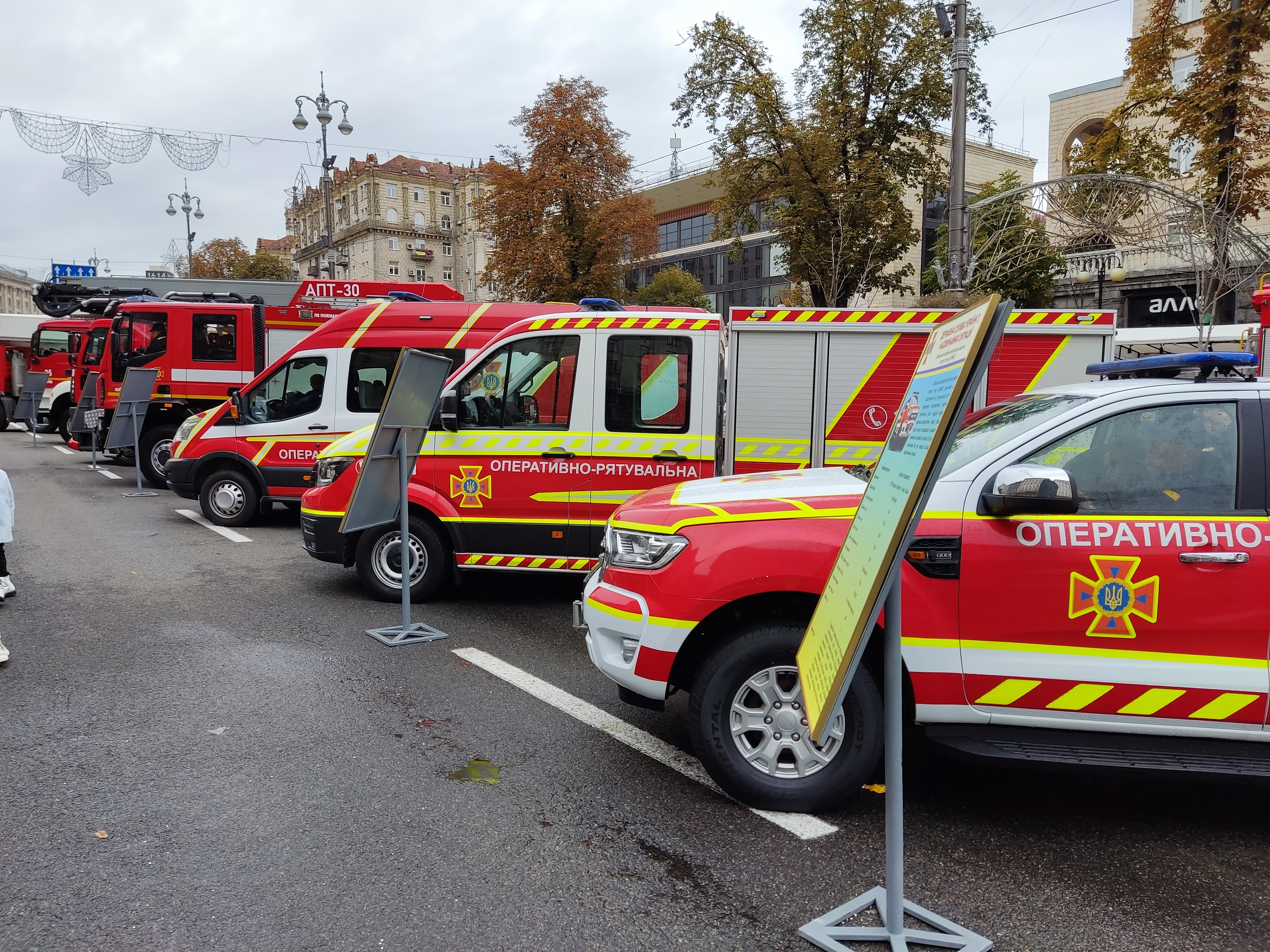
Verschiedene Feuerwehrfahrzeuge

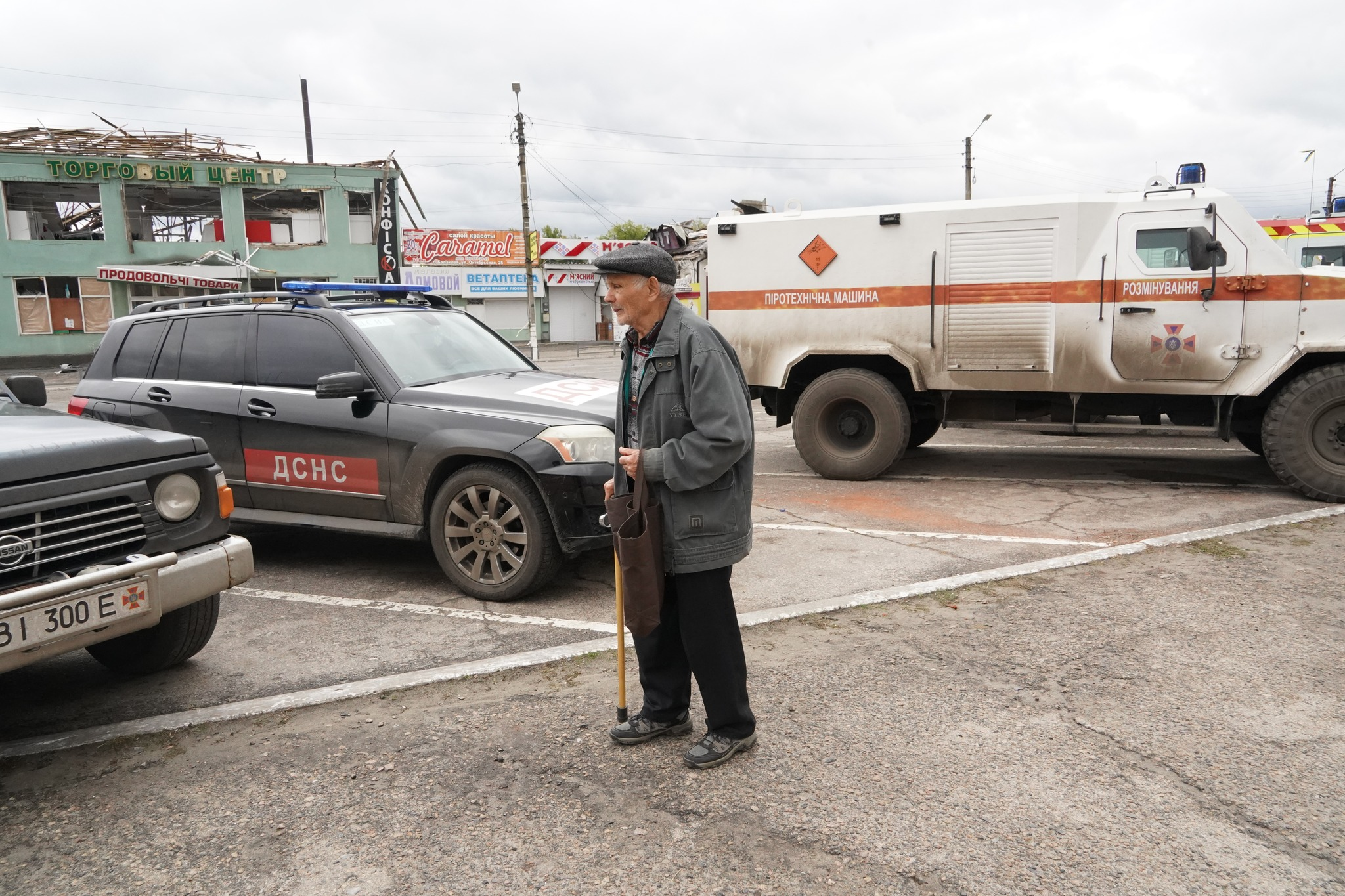
DSNS im Einsatz in Balaklija (September 2022)

Der DSNS ist u. a. ausgestattet mit:
- fünf Hubschraubern H225 „Super Puma“[3]
- Löschflugzeugen Antonow An-32P
- leichten Rettungsfahrzeugen auf Basis Ford Ranger[4]

## Auszeichnungen
2022: Sacharow-Preis des Europäischen Parlaments (als Repräsentant des ukrainischen Volkes)

## Zwischenfälle

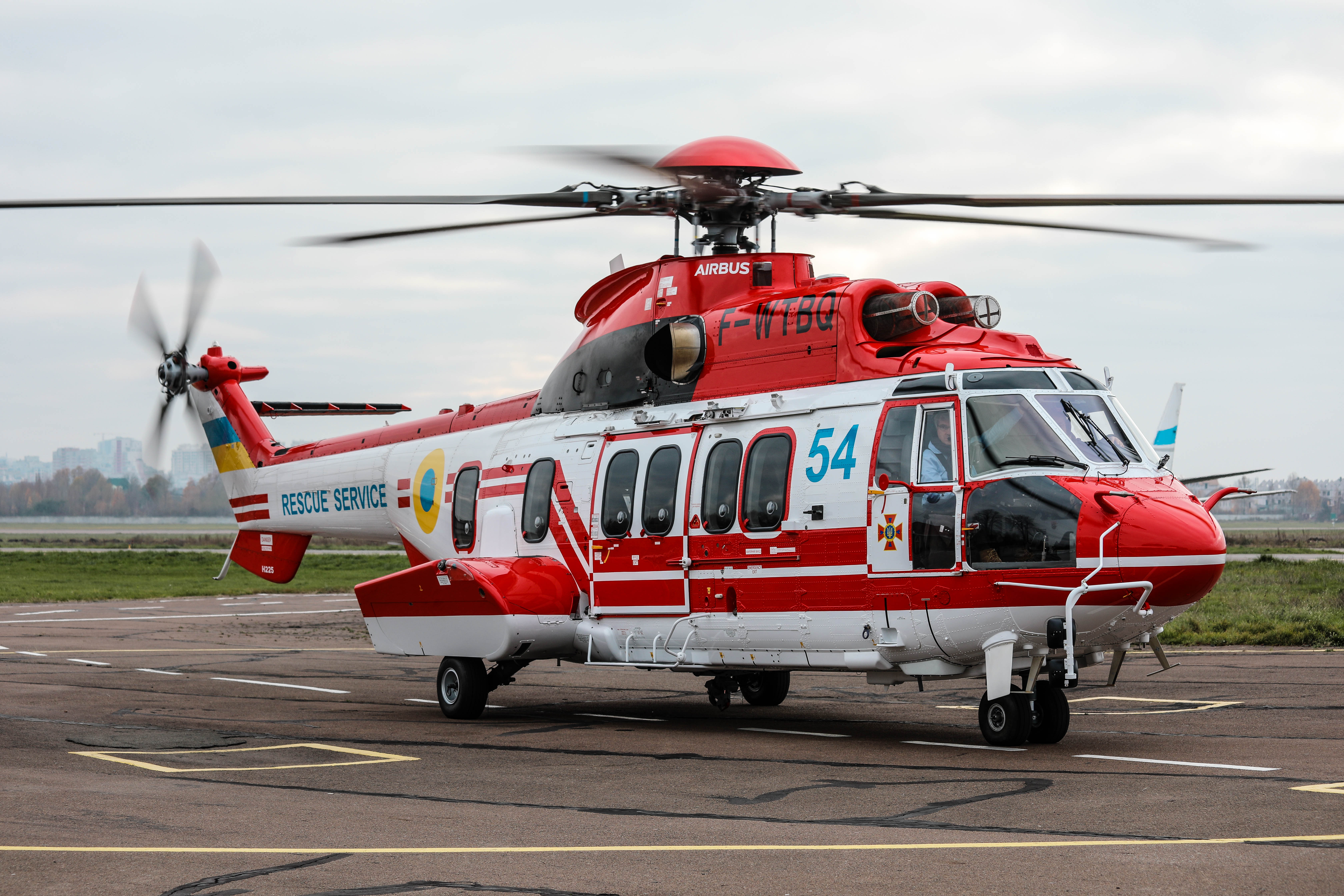
Der am 18. Januar 2023 abgestürzte Hubschrauber im November 2020

Am 18. Januar 2023 (während des Kriegs in der Ukraine) stürzte ein H225 des Staatlichen Dienstes für Notfallsituationen der Ukraine in dem Kiewer Vorort Browary aus noch ungeklärter Ursache neben einem Kindergarten ab. 14 Menschen starben (9 Insassen sowie 5 Personen am Boden), darunter der Innenminister der Ukraine Denys Monastyrskyj sowie dessen Stellvertreter. Laut offiziellen Angaben wurden weitere 29 Personen verletzt, unter ihnen 15 Kinder.